# Stade Oporowska
Le stade Oporowska de Wrocław est un stade de football. Construit en 1920, il peut accueillir jusqu'à 8 346 personnes.
Actuellement, il est utilisé pour les matches à domicile de l'équipe réserve du Śląsk Wrocław.